# Найдовша подорож
Найдовша подорож — 90-сторінкове есе української письменниці Оксани Забужко. Написане для західної аудиторії в перші місяці після повномасштабного вторгнення Росії в Україну. Твір вийшов у видавництві «Комора» 2022 року.

## Зміст
Письменниця розглядає витоки російсько-української війни у двох часових вимірах — 30-літньому і 300-літньому, перемежовуючи їх власними спогадами та рефлексіями.

## Переклади
Українська письменниця Оксана Забужко написала книгу «Найдовша подорож» на замовлення італійського видавця, оскільки європейці хочуть знати правдиву історію України. Першим опублікувало книжку шведське видавництво Norstedts. Також існують переклади норвезькою, польською, німецькою, нідерландською, латвійською мовами.